# Anton Grassi
Anton Grassi,  né le 26 juin 1755 à Vienne et mort 31 décembre 1807 dans la même ville, est un sculpteur autrichien.

## Biographie
Anton Grassi naît le 26 juin 1755 à Vienne. Il est le fils d'Ottilio Grassi (1725-1791), sculpteur d'objets galants. Son père ne peut donner au garçon une éducation particulière, mais comme il remarque chez le jeune homme du talent pour l'art, il l'envoie à l'école de fabrication de l'Académie de Vienne. Le 29 août 1767, Anton Grassi entre à l'école spéciale de sculpture, où il trouve en Messerschmidt un professeur et un ami. Anton Grassi reçoit de nombreuses commandes et se rend finalement au Tyrol en compagnie du sculpteur de la cour, Beyer, pour casser le marbre nécessaire à la décoration du jardin de Schönbrunn et aider Beyer à réaliser les modèles et les statues. À son retour, il est nommé maître-modéliste à la fabrique de porcelaine de Vienne, où il reste actif jusqu'à la fin de sa vie. Ses sculptures pour la fabrique de porcelaine lui valent une réputation justifiée ; notamment ses bustes-portraits de l'empereur Joseph II, de François Ier et de Jos Haydn, exécutés en biscuit, méritent toute l'attention ; ils sont, selon l'esprit du temps, un peu durs dans le mouvement, mais d'une grande ressemblance. En 1792, Anton Grassi est envoyé à Rome sur ordre de la fabrique de porcelaine afin d'y trouver des modèles pour la fabrication de la porcelaine, notamment pour les décors plastiques, et revient avec un riche butin. Son travail à la fabrique de porcelaine est d'une importance capitale pour le développement de cette institution. 
Anton Grassi meurt 31 décembre 1807 dans sa ville natale.